# Beverly Beach
Beverly Beach és una població dels Estats Units a l'estat de Florida. Segons el cens del 2009 tenia 900 habitants.

## Demografia
Segons el cens del 2000, Beverly Beach tenia 547 habitants, 312 habitatges, i 174 famílies. La densitat de població era de 586,7 habitants per km².
Dels 312 habitatges en un 7,4% hi vivien nens de menys de 18 anys, en un 47,4% hi vivien parelles casades, en un 5,8% dones solteres, i en un 44,2% no eren unitats familiars. En el 41,3% dels habitatges hi vivien persones soles el 22,1% de les quals corresponia a persones de 65 anys o més que vivien soles. El nombre mitjà de persones vivint en cada habitatge era d'1,75 i el nombre mitjà de persones que vivien en cada família era de 2,26.
Per edats la població es repartia de la següent manera: un 6,6% tenia menys de 18 anys, un 2,9% entre 18 i 24, un 11,7% entre 25 i 44, un 33,3% de 45 a 60 i un 45,5% 65 anys o més.
L'edat mediana era de 63 anys. Per cada 100 dones de 18 o més anys hi havia 85,8 homes.
La renda mediana per habitatge era de 26.667 $ i la renda mediana per família de 34.167 $. Els homes tenien una renda mediana de 30.250 $ mentre que les dones 24.583 $. La renda per capita de la població era de 19.488 $. Entorn de l'11,5% de les famílies i el 8,7% de la població estaven per davall del llindar de pobresa.

## Poblacions més properes
El següent diagrama mostra les poblacions més properes.